# Butare
Butare è una località del Ruanda di circa 89 600 abitanti.
È la città principale della Provincia Meridionale del Ruanda.

## Storia
Come in tutto il Ruanda, anche la città fu colpita dal Genocidio in Ruanda del 1994.

## Economia
A Butare vi è l'Università Nazionale del Ruanda. Nonostante l'apertura di varie scuole e università a Kigali, i Ruandesi vogliono considerare questa città come la "capitale universitaria".
Butare ha anche un aeroporto (codice AITA: BTQ)